# Alberto Germán Bochatey Chaneton
Alberto Germán Bochatey Chaneton, O.S.A. (Buenos Aires, 23 de julho de 1955) é um clérigo católico romano argentino e Bispo Auxiliar de La Plata.

## Biografia
Alberto Germán Bochatey entrou no Mosteiro de Santa Maria de La Vid na Espanha em 1974, onde completou seus estudos filosóficos, enquanto realizou os estudos teológicos em Roma. Retornou à Argentina em 1980, fez sua profissão solene em 21 de dezembro e foi destinado a Rosario. Ordenado sacerdote em 24 de abril de 1981 pelo prelado de Cafayate, Diego Gutiérrez Pedraza OSA.
Após a ordenação, trabalhou na paróquia de Sant'Agostino, em Buenos Aires. Em 1986 obteve uma licenciatura em Teologia Moral pela Academia Alfonsiana e um Mestrado em Bioética pelo Pontifício Instituto Teológico João Paulo II para as Ciências do Matrimônio e da Família. Após seu retorno à Argentina em 1988, Bochatey trabalhou como Prior da Comunidade e Pároco da Paróquia de Sant'Agostino em Mendoza. Entre 1997 e 2006 foi Prior na Casa de Formação da Ordem em Buenos Aires, Conselheiro do Vicariato da Ordem, Professor de Moral e Diretor do Instituto de Bioética na Universidade Católica, Diretor da Revista Vida y etica, Acadêmico da Academia Argentina de Ética em Medicina. Desde 2007 faz parte da comunidade de San Martín em Buenos Aires. A partir de 2010 foi Reitor do Collegio Internazionale Santa Monica, em Roma (Santa Monica degli Agostiniani).
O Papa Bento XVI nomeou-o em 4 de dezembro de 2012 Bispo Titular de Mons na Mauritânia e Bispo Auxiliar em La Plata. O arcebispo de La Plata, Héctor Rubén Aguer, o ordenou bispo em 9 de março do ano seguinte, na Catedral de La Plata. Os co-consagrantes foram o Arcebispo de Tucumán, Alfredo Zecca, o Prelado Emérito de Cafayate, Cipriano García Fernández OSA, e o Bispo Auxiliar Nicolás Baisi de La Plata. Escolheu como lema episcopal Veritas liberabit vos.
Em 24 de junho de 2017, foi nomeado comissário apostólico para todas as comunidades da Companhia de Maria para a Educação dos Surdos, congregação religiosa que administra os Institutos Próvolo, para investigar alegações de abuso sexual contra crianças surdas em Mendoza. Em novembro de 2019, em nota, o bispo pediu desculpas em nome da Igreja Católica pelas sentenças judiciais recebidas pelos padres investigados, Nicola Corradi e Horacio Corbacho; no entanto, jornais o acusaram de ter manipulado evidências em La Plata e em 2017 enviar um dos suspeitos para a Itália.
Na Conferência Episcopal Argentina, Dom Bochatey foi eleito secretário-geral na Assembleia Plenária de novembro de 2021, além de presidente do Conselho de Assuntos Jurídicos. Na Assembleia Plenária de novembro de 2024, foi eleito presidente da Comissão Episcopal de Fé e Cultura, para o triênio 2024-2027.
Alberto Germán Bochatey é membro titular da Pontifícia Academia para a Vida desde junho de 2017, tendo sido anteriormente membro correspondente. Em 5 de agosto de 2017, o Papa Francisco o nomeou membro do conselho da Pontifícia Academia para a Vida. Foi membro do Conselho de Administração até à sua substituição em outubro de 2022. Em 2023, tornou-se acadêmico correspondente pela Província de Buenos Aires para a Academia Nacional de Ciências Morais e Políticas.
Durante as vacâncias da Sede, foi nomeado pelo papa como Administrador Apostólico da Arquidiocese de La Plata em três ocasiões: de 4 a 16 de junho de 2018, entre a renúncia de Monsenhor Aguer e a posse de Monsenhor Víctor Fernández; de 6 de agosto a 16 de setembro de 2023, entre a saída do Cardeal Victor Fernández e a posse do Monsenhor Gabriel Mestre; e de 27 de maio de 2024, após a renúncia do Arcebispo Mestre, até a posse do Monsenhor Gustavo Carrara.